# Bitwa pod Las Navas de Tolosa
Bitwa pod Las Navas de Tolosa (lub Colossas) – starcie zbrojne, które miało miejsce 16 lipca 1212 roku. Uznawane jest za jeden z punktów zwrotnych historii średniowiecznego Półwyspu Iberyjskiego. Była to jedna z przełomowych bitew rekonkwisty, która zakończyła się ostatecznym wyparciem Saracenów (Arabów) z zachodniej Europy.

## Liczebność
Armia chrześcijańska, licząca w sumie od 50 do 80 tys. ludzi, składała się z oddziałów kastylijskiego króla Alfonsa VIII. Połączyły się one z armiami jego chrześcijańskich rywali:
- króla Nawarry Sancha VII,
- króla Aragonii Piotra II,
- króla Portugalii Alfonsa II.

Do wojsk z Półwyspu Iberyjskiego przyłączyli się też rycerze z całej Europy (w tym rycerstwo z Poitou), wezwani przez papieża Innocentego III na krucjatę oraz milicje miejskie z terytoriów sprzymierzonych dowódców krucjaty. Na papieski apel odpowiedziały też zakony rycerskie.
Armia muzułmańska w liczbie od 90 do 120 tys. ludzi, była złożona z wojsk kalifa Muhammada an-Nasira. Wspierała go lekka jazda berberyjska i oddziały arabskie.

## Bitwa

### Przygotowania do bitwy
Armia chrześcijańska pod wodzą Alfonsa VIII wyszła z Toledo. Po obleganiu i odbiciu Calatravy, którą oddano w ręce lokalnego zakonu, wojsko uderzyło  na twierdzę Ferral. Po zdobyciu zamku, sprzymierzeńcy skierowali się ku Las Navas de Tolosa. Drogę w górskim wąwozie zastąpił im Muhammad an-Nasir, stojący na czele oddziałów muzułmańskich Almohadów (których państwo obejmowało m.in. południową część Półwyspu Iberyjskiego). Tym samym chrześcijański władca zmuszony był przyjąć bitwę. Muzułmanie rozlokowali się na pobliskich zarośniętych krzewami zboczach. Na szczycie rozstawili obóz, który otoczyli łańcuchami. Zajmował go kalif wraz ze swoją gwardią przyboczną. Niżej stacjonowały oddziały arabskie, których obu flank strzegła jazda berberyjska. U podnóża wzgórza chrześcijanie podzielili się na trzy zgrupowania. Pośrodku stanął sam Alfons VIII wraz z rycerstwem kastylijskim, portugalskim i zakonami rycerskimi. Lewa flanka obsadzona była przez Aragończyków i milicje miejskie, a prawego skrzydła strzegli Nawarczycy razem z milicjami.

### Przebieg starcia
Bitwę rozpoczął Alfons VIII, którego oddziały zaatakowały środek szeregów muzułmańskich. Mimo ostrzału przez łuczników an-Nasira, Europejczycy rozbili czoło jego armii. Z flank uderzyła berberyjska konnica kierując atak na oba skrzydła chrześcijan. Atak ten został odparty. Po upływie kilkunastu godzin szala zwycięstwa przechyliła się na stronę sprzymierzonych. Zepchnęli muzułmańskie szeregi ku własnemu obozowi na szczyt. Bitwę zakończył zdecydowany atak wojsk Kastylii i Nawarry na obóz kalifa, który zbiegł z pola bitwy.

### Po bitwie
Alfons VIII, śląc list do papieża Innocentego III podnosił w nim rangę swojego zwycięstwa, podając nierealne straty (100 tys. muzułmanów oraz 20-30 chrześcijan). Niemniej straty wyznawców Allaha były wysokie – do kilkunastu tysięcy poległych i rannych oraz wiele tysięcy oddanych w niewolę. Sprzymierzeni mieli utracić 2-3 tys. zabitych i rannych. Natomiast według relacji z 1224 roku autorstwa marokańskiego historyka, przyczyną porażki miało być skorumpowanie wezyrów. Mieli oni nie wypłacać przez długi czas żołdu swoim podkomendnym, którzy ponoć zbuntowali się wobec takiego stanu rzeczy. Dlatego nie stawiali jakoby oporu w czasie bitwy oraz rzucili się do ucieczki.

## Konsekwencje
Porażka Almohadów znacząco przyspieszyła ich upadek zarówno na Półwyspie, jak i dekadę później w Maghrebie. To zakończyło rekonkwistę podjętą przez królestwa hiszpańskie wieki wcześniej. Trzydzieści sześć lat później, niedawno powstały Emirat Grenady pozostał jedynym muzułmańskim państwem na półwyspie, a jego obszar był w stosunku wasalnym do Królestwa Kastylii. Finałem państwowości muzułmańskiej na półwyspie Iberyjskim była kapitulacja Grenady w 1492 i włączenie jej do Królestwa Hiszpanii.